# Poroj (Tetovo)
Poroj (makedonsky: Порој, albánsky: Poroj) je vesnice v Severní Makedonii. Nachází se v opštině Tetovo v Položském regionu.

## Historie
Vesnice je poprvé zmíněna v osmanských sčítacích listinách z let 1467/68. V té době zde žilo 110 rodin, 5 svobodných a 7 vdov. Všichni obyvatelé byli křesťané.
Podle osmanských listin z let 1626/27 zde žilo 20 nemuslimských rodin.
Podle statistiky Vasila Kančova z roku 1900 zde žilo 440 obyvatel albánské národnosti.

## Demografie
Podle sčítání lidu z roku 2021 žije ve vesnici 2 653 obyvatel. Etnické skupiny jsou:
- Albánci – 2 558
- Makedonci – 2
- Bosňáci – 1
- ostatní – 94